# 5808-as mellékút (Magyarország)
Az 5808-as mellékút egy közel 20 kilométeres hosszúságú, négy számjegyű mellékút Baranya vármegye területén, Szigetvártól húzódik Sellye térségéig (Drávafokig).

## Nyomvonala
Szigetvár belterületének nyugati részén ágazik ki a 6-os főútból, annak a 233+600-as kilométerszelvénye közelében, dél felé. Mindössze 600 méternyi szakasza húzódik a város házai között, Országút néven, utána keresztezi a Murakeresztúr–Szentlőrinc-vasútvonal vágányait – szintben, nyílt vasúti szakaszon – majd külterületek közé ér. Alighogy túljut az első kilométerén, már Hobol határai közt folytatódik, a községet 2,2 kilométer után éri el, s ott előbb a Zrínyi Miklós utca, majd egy kisebb irányváltás után a Mátyás király utca nevet veszi fel. Már 4,6 kilométer megtételén is túl jár, amikor elhagyja a helység legdélebbi házait.
A 6. és 7. kilométerei között Várad területére ér, de a községnek csak egy kisebb, külterületi lakott részét érinti, a 7. kilométere előtt Újpuszta mellett halad el. A folytatásban mintegy másfél kilométeren át Gyöngyösmellék és Kétújfalu határvonalát kíséri, közben kiágazik belőle délkelet felé az 58 147-es számú mellékút, ez vezet be Várad központjába, majd még onnan tovább Bürüsre. Kétújfalunak előbb Szentmihályfapuszta nevű községrészén halad át az út, a 10. kilométere táján, József Attila utca néven – ugyanott kiágazik belőle az 58 142-es számú mellékút északnyugatnak, Gyöngyösmellékre –, majd átszeli a Középrigóc–Villány-vasútvonal nyomvonalát. Kétújfalu központjának a keleti széle mellett halad el, nagyjából 10,8 kilométer megtételét követően, ahol újabb elágazása van: az 5809-es út indul ki belőle nyugatnak, Kastélyosdombó felé.
A 12. kilométerénél az út már Teklafalu területén, sőt annak házai között halad, Fő utca néven; az észak-déli irányban hosszan elnyúló faluban majdnem két kilométernyi belterületi szakasza van. A következő elágazását viszont már külterületen éri el, nagyjából 14,6 kilométer között: ott az 58 143-as számú mellékút lép ki belőle keleti irányban, Endrőc felé. 15,8 kilométer után átlép Drávafok határai közé és a vasút vágányai mellé húzódik, hátralévő szakaszán már így is folytatódik. E község északnyugati külterületei között ér véget, beletorkollva az 5804-es útba, annak a 43+500-as kilométerszelvénye közelében.
Teljes hossza, az országos közutak térképes nyilvántartását szolgáló kira.kozut.hu adatbázisa szerint 18,716 kilométer.

## Története
A Kartográfiai Vállalat 1970-ben kiadott Magyarország autótérképe című kiadványa a Teklafalutól északra eső részét már kiépített, szilárd burkolatú (pormentes) útként jelöli, ám a falutól délre eső szakaszt még nem pormentes útként tünteti fel. Ugyanezen kiadó 1990-ben megjelentetett Magyarország autóatlaszában a Szigetvár és az endrőci elágazás közti része pormentesként, fennmaradó szakasza egy fokozattal gyengébb minőségre utaló jelöléssel, portalanított útként szerepel.

## Települések az út mentén
- Szigetvár
- Hobol
- (Várad)
- (Gyöngyösmellék)
- Kétújfalu
- Teklafalu
- (Drávafok)